# Кеннетт Тауншип (округ Честер, Пенсільванія)
Кеннетт Тауншип (англ. Kennett Township) — селище (англ. township) в США, в окрузі Честер штату Пенсільванія. Населення — 8289 осіб (2020).

## Демографія
Згідно з переписом 2010 року, у селищі мешкало 7565 осіб у 2986 домогосподарствах у складі 2067 родин. Було 3151 помешкання
Расовий склад населення:
| - 88,9 % — білих - 2,4 % — азіатів - 1,8 % — чорних або афроамериканців - 0,4 % — корінних американців - 0,1 % — вихідців з тихоокеанських островів - 5,1 % — осіб інших рас |

До двох чи більше рас належало 1,4 %. Частка іспаномовних становила 10,5 % від усіх жителів.
За віковим діапазоном населення розподілялося таким чином: 23,0 % — особи молодші 18 років, 56,8 % — особи у віці 18—64 років, 20,2 % — особи у віці 65 років та старші. Медіана віку мешканця становила 46,0 року. На 100 осіб жіночої статі у селищі припадало 93,7 чоловіків;  на 100 жінок у віці від 18 років та старших — 89,1 чоловіків також старших 18 років.
Середній дохід на одне домашнє господарство  становив 136 499 доларів США (медіана — 105 741), а середній дохід на одну сім'ю — 169 951 долар (медіана — 128 958). Медіана доходів становила 83 274 долари для чоловіків та 55 394 долари для жінок. За межею бідності перебувало 3,8 % осіб, у тому числі 4,0 % дітей у віці до 18 років та 6,2 % осіб у віці 65 років та старших.
Цивільне працевлаштоване населення становило 3946 осіб. Основні галузі зайнятості: освіта, охорона здоров'я та соціальна допомога — 22,6 %, виробництво — 15,5 %, науковці, спеціалісти, менеджери — 15,0 %.